# Tasmanian Devils
Pour plus de détails, voir Fiche technique et Distribution.
Tasmanian Devils est un téléfilm canadien réalisé par Zach Lipovsky, diffusé aux États-Unis le 19 janvier 2013 sur Syfy et le 23 février 2013 sur Showcase au Canada.

## Synopsis
Des randonneurs coincés en pleine nature sont poursuivis par le diable de Tasmanie.

## Fiche technique
- Musique : Jeff Tymoschuk
- Langue : anglais
- Dates de sortie :
  -  Canada : 23 février 2013 (TV)
  -  France : 3 octobre 2013 (sur Syfy France)

## Distribution
- Danica McKellar (VF : Monika Lawinska) : Alex
- Kenneth Mitchell : Jayne
- Mike Dopud : Anderson
- Roger R. Cross : Simon
- Terry Chen : Walsh
- Rekha Sharma : Lisbon